# Système conjugué
 (juin 2025).
Si vous disposez d'ouvrages ou d'articles de référence ou si vous connaissez des sites web de qualité traitant du thème abordé ici, merci de compléter l'article en donnant les références utiles à sa vérifiabilité et en les liant à la section « Notes et références ».
Un système conjugué est une partie d'une entité chimique constituée d'atomes liés par des liaisons covalentes avec recouvrement latéral de plus de deux orbitales p voisines, ce qui conduit à au moins une liaison π délocalisée. Cette délocalisation, qu'on nomme aussi conjugaison, peut être décrite avec différents modèles. Elle conduit à des propriétés chimiques et physiques particulières de ces molécules. 

## Historique
Le terme « conjugué » a été inventé en 1899 par le chimiste allemand Johannes Thiele. Il est donc inventé bien après la notion de double liaison entre atomes de carbone (Boutlerov, vers 1860) et la structure du benzène (Kekulé, 1865, le premier à proposer plusieurs structures contenant des liaisons simples et doubles en alternance). Thiele remarque la réactivité particulière des composés conjugués et en particulier la grande stabilité des composés aromatiques. S'il fait référence à la théorie de l'oscillation de Kekulé (1872), son travail est cependant antérieur aux formules de Lewis (1916) qui servent de base aux représentations des formes mésomères. La description des doubles liaisons en termes d'orbitales moléculaires, et donc de liaisons π, se développe à partir de la deuxième moitié des années 1920. La description des systèmes conjugués dans ce cadre se fait alors avec la méthode de Hückel, développée au début des annes 1930. La théorie de la résonance, qu'on préfère aujourd'hui nommer mésomérie, est développée par Linus Pauling à la même époque,. La description des systèmes conjugués dans cet article emprunte les concepts et les représentations de ces diverses théories.

## Méthodes de description
Une liaison π se forme par le recouvrement latéral de deux orbitales p (ou parfois d) situés sur deux atomes liés par une liaison σ. Quand plus de deux atomes présentent de telles orbitales atomiques pouvant se recouvrir latéralement, il se forme non pas une seule liaison π mais un système conjugué, habituellement représenté par une alternance de liaisons simples et multiples.
Si l'on souhaite une description plus précise que cette alternance, plusieurs méthodes existent pour décrire les systèmes conjugués. La plus répandue, utilisée dans la suite de cet article, consiste à envisager plusieurs représentations de Lewis différentes (appelées formes mésomères, résonnantes ou canoniques). Mais on peut également tenter de décrire les orbitales moléculaires ainsi créées. L'une des approximations les plus répandues pour cette approche est la méthode de Hückel.
La délocalisation des électrons crée une région où ils n'appartiennent pas à une seule liaison ou atome, mais plutôt à un groupe, les différences de probabilités de présence dans deux régions de l'espace voisines (ici pour une chaîne d'atomes) s'amoindrissent (on donne l'image d'un déplacement continu des électrons entre deux liaisons consécutives). Ces modifications sont représentées comme une combinaison de formes mésomères telle que l'énergie du système soit minimale (donc il s'agit du minimum absolu de la surface d'énergie potentielle associée aux présences électroniques) : cette notion est parfois présentée par l'introduction d'un pourcentage de localisation de la liaison. Ce pourcentage peut aussi être approximé par la méthode de Hückel.

## Type de conjugaison
La conjugaison, origine de cette délocalisation, peut être de différentes natures :
- Conjugaison de type π-σ-π : il s'agit d'une « alternance » de liaisons simples et multiples (c'est-à-dire double ou triple, comme C=C-C=C-C) dans une molécule ou un matériau. L'exemple le plus simple de la conjugaison π-σ-π est le buta-1,3-diène, représenté ci-dessous.

Représentation de Lewis « classique » du buta-1,3-diène.

Ce composé présente - formellement - deux liaisons doubles sur les trois liaisons présentes entre les atomes de carbone. De fait, les liaisons se délocalisent sur l'ensemble du squelette carboné en apportant un caractère de liaison double sur la liaison centrale (formellement simple) et font apparaître des charges en bouts de chaîne.

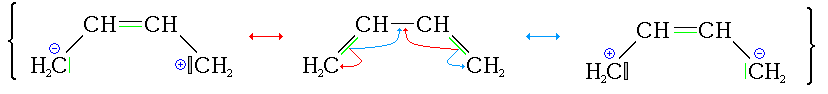
Mésomérie du buta-1,3-diène.

Ce type de conjugaison présente un cas particulier, la conjugaison croisée qui intervient quand sur trois liaisons π qui peuvent interagir, deux interagissent entre elles par conjugaison et la troisième est exclue de l'interaction. Des exemples de conjugaison croisée sont donnés par la benzophénone, les dendralènes, les radialènes ou les fullerènes.

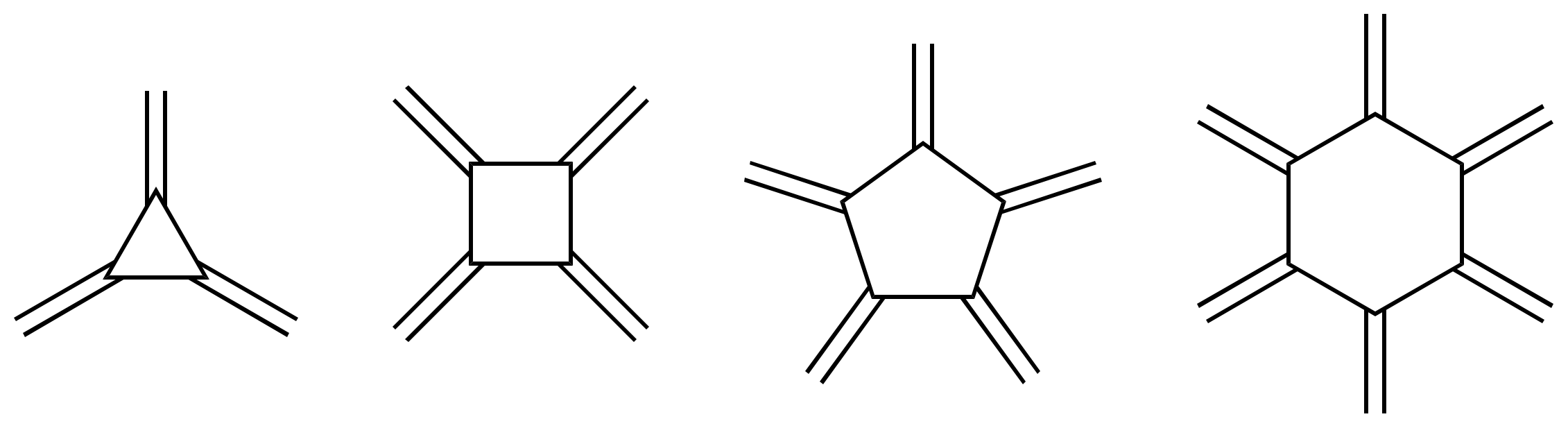
Exemple de conjugaison croisée : les 4 premiers radialènes.

- Conjugaison de type π-σ-n : il s'agit de la suite liaison double/liaison simple/atome porteur d'un doublet libre (chargé ou non). C'est notamment le cas des anions d'allyle, ou des alcènes halogénés.

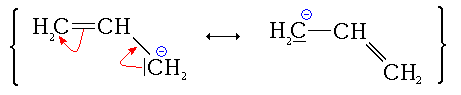
Mésomérie d'un anion d'allyle.

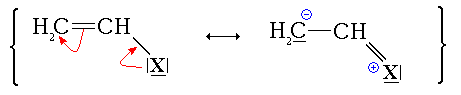
Mésomérie d'un alcène halogéné.

- Conjugaison de type π-σ-v : il s'agit de la suite liaison double/liaison simple/atome portant une lacune électronique (chargé ou non). C'est le cas par exemple des cations d'allyle

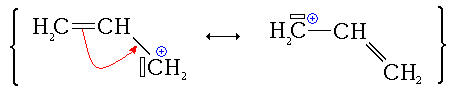
Mésomérie d'un cation d'allyle.

- Conjugaison de type π-σ-e : il s'agit de la suite liaison double/liaison simple/atome portant un électron non apparié. C'est le cas des radicaux d'allyle.

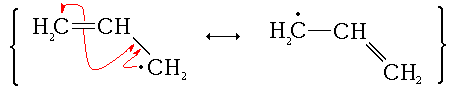
Mésomérie d'un radical d'allyle.

- Conjugaison de type n-σ-v : il s'agit de l'ensemble atome portant une lacune électronique, liaison simple, atome porteur d'un doublet libre.

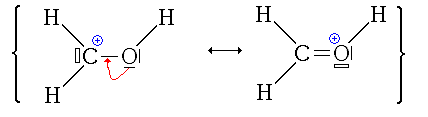
Exemple de mésomérie n-σ-v.

Ces systèmes conduisent à une délocalisation générale des électrons sur toutes les orbitales p alignées, parallèles et adjacentes des atomes, ce qui abaisse leur énergie et augmente ainsi leur stabilité.

## Conséquences de la délocalisation
La stabilisation du système par délocalisation des électrons a des effets sur sa réactivité: elle favorisera par exemple la formation d'un produit plutôt que celle de son isomère, le premier étant stabilisé par mésomérie, ou favorisera la stabilité d'un intermédiaire réactionnel plutôt qu'un autre, orientant la réaction selon un mécanisme plutôt qu'un autre (compétition SN1/SN2 par exemple).
Les systèmes conjugués possèdent des propriétés uniques qui donnent des couleurs intenses. De nombreux pigments utilisent des systèmes d'électrons conjugués, comme la longue chaîne d'hydrocarbure conjuguée du β-carotène, donnant une couleur fortement orangée. Quand un électron du système absorbe un photon de lumière de la bonne longueur d'onde, il peut être porté à un niveau d'énergie plus élevé (voir particule dans une boîte). La majorité de ces transitions électroniques se font d'un électron d'une orbitale pi vers une orbitale pi antiliante (π vers π*), un électron non liant peut aussi être déplacé (n vers π*). Les systèmes conjugués de moins de huit doubles liaisons conjuguées absorbent uniquement dans les ultraviolets et apparaissent incolores à l'œil humain. À chaque double liaison ajoutée, le système absorbe des photons de plus grande longueur d'onde (et donc de plus basse énergie), et la couleur du composé s'étend du bleu au jaune. Les composés orange ou rouges ne s'appuient typiquement pas que sur les seules doubles liaisons.
L'absorption de la lumière du spectre ultraviolet à visible peut être mesurée avec la spectroscopie UV/Visible. L'absorption de la lumière forme la base de toute la photochimie.

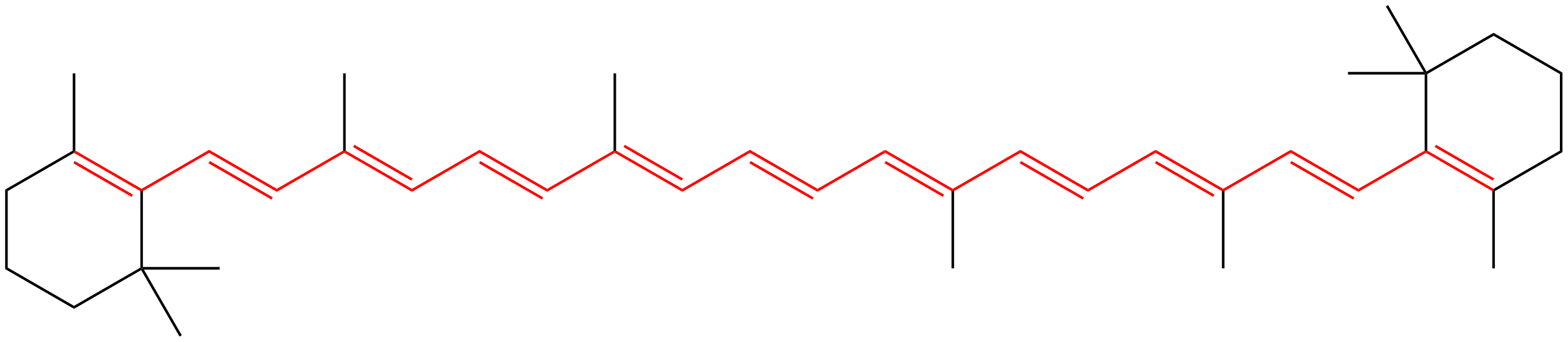
Structure chimique du bêta-carotène. Les onze doubles liaisons conjuguées formant le chromophore de cette molécule sont surlignées en rouge.

Les systèmes conjugués forment la base des chromophores, qui sont les parties absorbant la lumière d'une molécule, qui peuvent rendre un composé coloré. De tels chromophores sont souvent présents dans des composés organiques variés, et parfois présents dans les polymères, qui sont colorés ou brillent dans le noir. Ils sont habituellement causés par les systèmes annulaires conjugués avec des liaisons comme C=O et N=N en plus des liaisons C-C conjuguées.

La configuration native du cyclooctatétraène. Les doubles liaisons adjacentes ne sont pas coplanaires, il n'y a donc pas de conjugaison entre elles.

La conjugaison dans les structures cycliques a pour résultat l'aromaticité, une stabilité inhabituelle présente dans certains systèmes conjugués cycliques.
Cependant posséder des liaisons simples et doubles en alternance n'est pas nécessairement suffisant à un système pour être conjugué. Certains hydrocarbures cycliques (comme le cyclooctatétraène) possèdent en effet une alternance liaison simple/double. Bien que la molécule puisse apparaître plane en ne regardant que sa structure chimique, la molécule ne l'est pas, et adopte typiquement une conformation « bateau ». Puisque les orbitales p de la molécule ne peuvent pas s'aligner, les électrons ne sont pas partagés entre les atomes de carbone, et le système n'est pas conjugué.

## Exemples communs
- Diènes, Polyènes, Annulènes dont Benzène, Annulynes
- Vitamine D
- Vitamine A